# 沈家禎
沈家禎（Chia-Cheng Shen、C.T. Shen，1913年12月15日—2007年11月27日），一作沈家楨，生於杭州，祖籍浙江紹興人，:14 後歸化美籍，為中國與美國著名實業家、佛教居士，致力於漢傳佛教在美国的推廣，創立美國佛教會。

## 生平

### 革命世家
沈家楨居士之父，名沈鈞葉（1884年－1951年），字馥生，15歲中秀才，入紹興府中學堂。1905年隨徐錫麟赴日留學，就讀日本早稻田大學政治經濟系，並加入光復會。1907年徐錫麟與秋瑾在安徽、浙江起義失敗，遭逮捕處決，鈞葉公也遭通緝，流亡海外。民國建立後，回國任浙江軍政府教育司長、政務廳長，1921年任浙江省議會議長，此後即回到家鄉，致力於公益。
其母親為虔誠的佛教徒，沈家楨於1913年生於杭州，自幼信仰佛教。
1937年，沈家楨畢業於上海交通大學電機科，進入國民政府的資源委員會工作。蘆溝橋事變爆發後，國民政府派遣他至德國柏林採購機器設備，並擔任中國政府與西門子電機公司的交涉代表。:14

### 對日抗戰時期
1939年，德國入侵波蘭，歐戰爆發，沈家楨為了讓機器設備順利運到中國，冒險留下，後取道挪威，於1940年才輾轉回到中國，在上海與居和如女士結婚，隨後至昆明擔任中央電工廠工程師，1941年，長女沈梅出生，同年，升任廠長。1942年，為了購買工廠機器，冒險飛往印度加爾各答。 1944年至重慶，任資源委員會副組長，次女沈蕙出生。
1945年，日本投降，至上海任資源委員會協調處代表。1947年，與交大校友成立人人企業公司，自美國及巴基斯坦進口糧食和麻布至中國。他並以自己的房子及財產捐助成立民生實驗所，幫助謝毓縉教授在中國首次研制成功白喉疫苗。1947年，自資源委員會辭職，創辦中國貿易暨工業發展公司。1949年，因國共內戰，他將公司遷至香港。1950年，因公至印度，結識張澄基。1952年，沈家楨全家由香港經英國倫敦，移民美國紐約。

### 移民美國
移民至紐約後，沈家楨的全部財產皆因為國共內戰而損失，全家擠居在紐約的狹小公寓中，他開始研發製作冰淇淋的機器設備，準備以此謀生。但是因為一個機會，他與三名友人合資二千元美金，成立大西洋信貸公司，與美國懷特律師及他所在的美國凱德沃德大律師事務所合作，為土耳其政府談成一筆預算2000萬美元的輪船購買案，開始跨足航運業。
1955年，懷特律師邀請美國通用汽車公司副總裁羅傑·凱斯（Roger M. Kyes）、美國律師安德森，與沈家楨一同投資成立特利尼提航運公司，由懷特任董事長兼總裁，沈家楨任副總裁。他們與美國海灣石油公司談成一筆為期15年的合約，公司營運步入正軌。
此時安德森受美國艾森豪總統邀請，進入美國政府任財政部長。凱斯邀請當時剛卸任國防部長的威爾遜入股，將公司改名為奧斯維哥船運公司（Oswego Shipping Company），並兼併了美國海運船務公司（MTL）。
1964年，沈家楨建議公司加入北美五大湖航線業務。1967年，美國輪船公司購併奧斯維哥公司，由凱斯擔任執行長。不久懷特及凱斯過世，1970年，沈家楨成為美國輪船公司董事長兼執行長，主導公司走向。當時五大湖航線由加拿大主導，沈家楨以讓美國得到五大湖航線的主導權為提案主軸，向美國聯邦政府要求擔保，向花旗銀行貸款，以建立新船隊。沈家楨在華盛頓奔走，與美國商務部談判，最終成功取得五大湖航運史上第一筆由聯邦政府擔保的銀行貸款。沈家楨以這筆貸款為基礎，購買了兩艘新船，成功打入了五大湖航線。
因為這個案子的成功，美國通用運輸公司（General American Transportation Corporation，GATC）董事長湯普遜決定以5500萬美元加30萬股該公司股票購買MTL集團旗下的所有公司，但是條件是沈家楨必須留任美國輪船公司執行長至少五年。沈家楨宣布將他的部份股票，價值185萬美金，捐助美國佛教會、華美協進社、及世界宗教研究院。
沈家楨留任執行長之後，仍然不斷擴大船隊。他提出了新的計劃，將美國中西部的煤礦，利用船隊運至東部，1974年，沈家楨建議通用運輸公司投資1.25億美元，在海灣造船公司建造巨型船塢，並幫助美國輪船購買新船。1976年，中西部煤碼頭正式啟用，讓每噸煤礦價格減少6美元以上，公司獲利豐厚。但是沈家楨婉謝了通用運輸公司力邀他出任MTL集團董事長的請求。
1973年，沈家楨榮獲美國聖約翰大學名譽博士學位。:14
1980年，沈家楨退休，全力投入佛教的推廣。

### 佛教推廣
沈家楨居士在1960年開始，致力於佛教修行，並將他們在紐約博南郡肯特鎮擁有的大片土地都被用在佛教推廣之上，稱呼它是莊嚴世界園區。
他所建立與推動的宗教組織，有美國佛教會、世界宗教研究院、譯經院、大莊嚴寺等。:15

#### 美國佛教會
沈家楨居士自幼信仰佛教，1960年代，佛學家張澄基至紐約演講，沈家楨與其為舊識，受其啟發，決心投入佛教推廣。1964年，與在舊金山弘法的樂渡法師，組織美國佛教會，由樂渡法師任首屆會長。1965年，其妻子居和如女士在紐約布朗區購買了一棟辦公大樓，捐贈給美國佛教會，建立了大覺寺，成為漢傳佛教在美國弘法的重鎮。聖嚴法師在當時也受到沈家楨居士的邀請，得以至美國弘法。1968年，沈家楨居士任美國佛教會副會長。

#### 世界宗教研究院
1970年開始，沈家楨居士在紐約州的威徹斯特郡創立世界宗教研究院，目的在培育發展世界各宗教的學術研究及弘揚其教義。以基督教、佛教、伊斯蘭教、猶太教及印度教等五大宗教作為優先研究對象，邀請學者研究及收集珍貴宗教手稿，並加以電腦化，建立目錄、微縮膠卷、及CD-ROM，以利於宗教文獻的研究及保存。1972年，與紐約州立大學合作，把研究院移至州立大學長島石溪校區的梅維爾紀念館五樓。
1987年，居和如女士罹患骨癌，1988年過世。為紀念其妻子，沈家楨將其妻子名下的財產，在莊嚴世界內捐助成立「和如紀念圖書館」。1991年，研究院遷址至紐約州博南郡肯特鎮的「和如紀念圖書館」內。

#### 譯經院
在1970年同時，他開始推動漢傳大乘佛教經典的英譯，經印順導師協助，在台灣福嚴精舍成立譯經院。由沈家楨居士任會長，顧法嚴、戈本捷居士任副院長，李恒戎、許巍文擔任顧問。後由張澄基教授接任會長，英譯《大寶積經》22卷，在美國出版。
1978年，由聖嚴法師出任會長，並將譯經院遷至北投中華佛學研究所內。1979年，譯經院改組，由中華佛學研究所接辦。

#### 大莊嚴寺
1975年，沈家楨夫婦夢見一座莊嚴的寺院，決定將他們在紐約博南郡肯特鎮的土地，撥出一部份捐給美國佛教會，創建大莊嚴寺 （页面存档备份，存于）。:15  1976年由敏智、仁俊、聖嚴三位法師，率領紐約大學的學生，開始闢建寺院。大莊嚴寺由沈家楨夫婦捐助，貝聿銘負責設計，美國佛教會出錢出力，慢慢的出現了規模。
1980年退休之後，沈家楨在紐約博南郡肯特鎮這塊土地建立莊嚴世界，並致力於大莊嚴寺的建造。

#### 佛教電腦資訊庫功德會
1994年，朱斐、沈乃宣、于淩波、鄭振煌等居士在大莊嚴寺聚會，認為應該致力於推動佛經電腦化。在沈家楨的策劃推動下，由佛學專家顧偉康教授及電腦專家張景全碩士主持，首先將丁福保的《佛學大辭典》及各種《金剛經》的版本、註釋加以電腦數位化。洛杉磯大覺蓮社的創辦人沈乃宣居士繼而加入，號召義工，將《蕅益大師全集》全部數位化。
同年，沈乃宣、張景文，陳君珩居士代表世界宗教研究院至台灣訪問，得到中央研究院謝清俊教授、佛光山慈惠法師、謝玲玲居士，大願基金會楊國屏教授等人的支持，組成中華電子佛典協會。1996年後，逐步將大藏經數位化。

### 逝世
沈家楨居士在2007年11月27日逝世，享壽94歲。

## 家庭
沈家楨之妻為居和如（1917年－1988年），兩人於1940年結婚。生有三女，沈梅、沈蕙、沈馥，與一子沈傳縉。

## 貢獻及影響
著作：
I, 金剛經的研究，初版由大乘精舍印經會，印行，其中有含吳家齊等諸多大德助印。慧炬機構重編增訂版。
II, 沈家楨演講集。

## 外部連結
https://www.baus.org/en/publications/dr-shens-collections/dr-chia-theng-shen/ （页面存档备份，存于）